# مت کتلینسکی
مت کتلینسکی (به انگلیسی: Matt Cetlinski) (زادهٔ ۴ اکتبر ۱۹۶۴) شناگر اهل ایالات متحده آمریکا است.